# Acid xenic
Acid xenic là một acid của xenon, và cũng là một trong những hợp chất hiếm hoi của các khí hiếm, được tạo thành do sự hòa tan của xenon trioxide trong nước với công thức phân tử là H2XeO4.

## Tính chất
Acid xenic là một chất oxy hóa rất mạnh và sự phân hủy của nó rất là nguy hiểm vì nó giải phóng ra một lượng lớn các sản phẩm ở dạng khí: xenon, oxy và ozon. Tuy nhiên, đặc điểm này cũng là điều làm cho acid xenic thực sự hữu ích trong quá trình tổng hợp: không có cơ hội đưa tạp chất vào các sản phẩm oxy hóa, vì tất cả các sản phẩm phụ có thể bị bay hơi đáng kể.
Acid xenic đã được sử dụng như một chất oxy hóa trong tổng hợp hữu cơ.
Muối của acid xenic là muối xenat (XeO42-) và muối bixenat (HXeO4-).

## Điều chế
Acid xenic được điều chế bằng cách cho xenon trioxide tác dụng với nước:
| +{\displaystyle {\ce {->}}} |
| --------------------------- |